# 大河兼任
大河 兼任（おおかわ かねとう、生年不詳 - 1190年4月16日（文治6年3月10日））は、平安時代後期から鎌倉時代前期の武将。奥州藤原氏の藤原泰衡の郎党。大河兼任の乱を引き起こした。

## 経歴
家系、父母ともに不明。藤原泰衡の郎党であったとされているが、弟の新田三郎、二藤次忠季が御家人と記録されていることから、奥州藤原氏滅亡後一旦御家人となったとも推察されている。子に鶴太郎、於幾内次郎。
通説では出羽国北部八郎潟沿岸の大河（現秋田県五城目町大川）の豪族だとされるが、陸奥国津軽地方の豪族だったのではないかとする説もある。奥州藤原氏が滅亡した奥州合戦の直後より鎌倉政権への叛逆を企て、1189年（文治5年）12月、出羽国に挙兵。『吾妻鏡』によると総勢7000騎から最大で10000騎に及んだという。
男鹿地方の地頭橘公業の拠点を襲撃し、一時は由利維平、津軽の宇佐美実政らを討ち取るなど戦闘を優勢に進め平泉を占拠したが、足利義兼を追討使とした追討軍に栗原郡一迫（現栗原市）で敗れ敗走。3月10日に栗原寺で地元の樵に立派な具足を怪しまれ、斧で斬殺された。